# تشارلي أثيرتون
تشارلي أثيرتون (بالإنجليزية: Charlie Atherton)‏ هو لاعب كرة قدم أمريكية أمريكي، ولد في 19 نوفمبر 1874 في نيو برونزويك في الولايات المتحدة، وتوفي في 19 ديسمبر 1934 في فيينا في النمسا.

## وصلات خارجية
- تشارلي أثيرتون على موقعبيزبول رفرنس.كوم (الدوري الرئيسي) (الإنجليزية)
- تشارلي أثيرتون على موقعبيزبول رفرنس.كوم (الدوري الثانوي) (الإنجليزية)